# Giga Bokeria

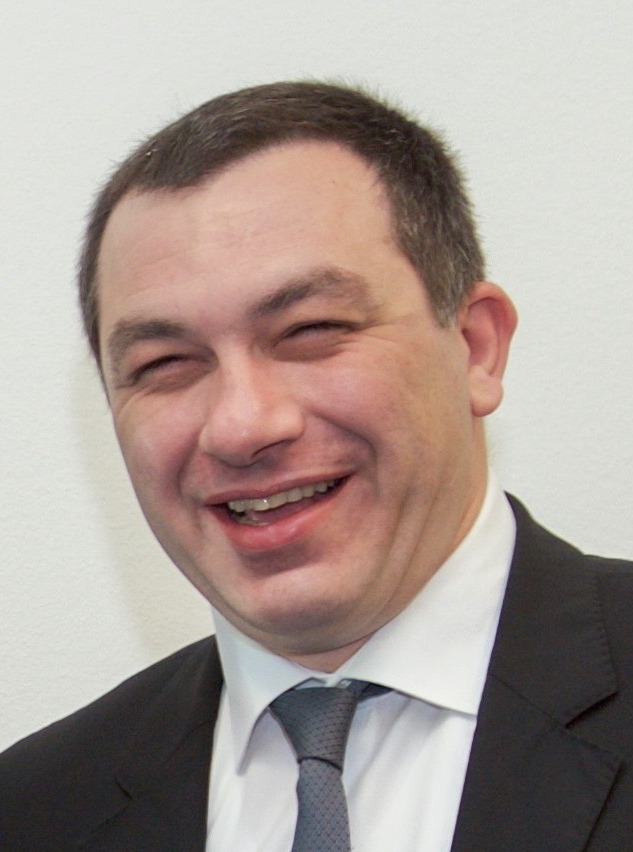
Giga Bokeria (2022)

Giorgi (Giga) Bokeria (georgisch გიორგი (გიგა) ბოკერია; * 20. April 1972 in Tiflis) ist ein georgischer Politiker (Vereinte Nationale Bewegung). Von 2005 bis 2008 war er Vizepräsident der Parlamentarischen Versammlung des Europarats (PACE). Von 2008 bis 2010 war er stellvertretender Außenminister Georgiens. Er war einer der Organisatoren der Rosenrevolution in Georgien im November 2003 und der Proteste im März 2015.

## Leben
Bokeria studierte Geschichtswissenschaft und Pädagogik an der Staatlichen Universität Tiflis. Von 1989 bis 1995 war er einer der Führer der Studentenbewegung und aktives Mitglied des Presseklubs der Universität. Ab 1992 arbeitete er zugleich als Journalist: zunächst für die Tageszeitung 7 Dge (dt. 7 Tage), dann für Mimomchiweli (dt. Der Beobachter). 1993 wechselte er zum staatlichen Radio, wo er für die Sendung Pikis Saati (dt. Berufsverkehr) recherchierte. 1994 ging er zu Radio Liberty, 1995 wurde er politischer Redakteur der Zeitung Argumenti (dt. Argument), 1996 moderierte er für den privaten Fernsehsender Rustawi 2 die Talk-Show Akcentebi (dt. Akzente).
Im gleichen Jahr wurde er neben Lewan Ramischwili, Giwi Targamadse und Dawit Surabischwili Mitbegründer des Freiheitsinstituts in Tiflis, das sich zunächst gegen ein Verbot von Rustawi 2 einsetzte. Später arbeitete es gegen Korruption und unterstützte die Regierung bei der Ausarbeitung von Rechtsreformen in Georgien. Bokeria koordinierte dort die Menschenrechtsprogramme, später war er leitender Rechtsberater. Nach einem gewalttätigen Überfall auf das Institut im Juli 2002 wurde er zu einem unversöhnlichen Opponenten der Regierung Eduard Schewardnadses.
Im Februar 2003 reiste er nach Belgrad, um die Ablösung Slobodan Miloševićs durch die serbische Oppositionsbewegung zu studieren. Anschließend unterstützte er den Aufbau der georgischen Studentenbewegung Kmara! (dt. Genug!), die während der Rosenrevolution Räume des Freiheitsinstituts als Aktionsbasis nutzen konnten. Mit dem Regisseur Giorgi Chaindrawa, dem Schriftsteller Dawit Turaschwili und seinem Kollegen vom Freiheitsinstitut, David Surabischwili, bildete er am 10. November 2003 ein Komitee für zivilen Widerstand, das in Universitäten, Organisationen und der Provinz für Maßnahmen gegen die Regierung warb.
2004 wurde Bokeria auf einem Listenplatz der Partei Nationale Bewegung – Demokraten Mitglied des georgischen Parlaments, stellvertretender Vorsitzender des parlamentarischen Rechtsausschusses und des Ausschusses für Verteidigung und Sicherheit. Er steht Präsident Micheil Saakaschwili nahe, beschafft ihm parlamentarische Mehrheiten für umstrittene und unpopuläre Gesetzesvorhaben. Im August 2004 stellte er sich gegen den damaligen Innenminister Irakli Okruaschwili, der einen kritischen Journalisten aus Gori wegen angeblichen Drogenhandels von der Polizei verhaften ließ. Nach einer Analyse der International Crisis Group (ICG) gehört er zu den einflussreichsten Personen im inneren Kreis des georgischen Staatspräsidenten.
Von Juni 2004 bis April 2008 war er Mitglied der Parlamentarischen Versammlung des Europarats (PACE), seit 2005 PACE-Vizepräsident und stellvertretender Vorsitzender der parlamentarischen Gruppe der Allianz der Liberalen und Demokraten für Europa (ALDE). Im April 2008 wurde er stellvertretender Außenminister Georgiens, im November 2010 Sekretär des Nationalen Sicherheitsrates. Nach der Wahl Giorgi Margwelaschwilis zum Präsidenten trat er im November 2013 zurück.
Im März 2015 gehörte Bokeria bei einer der größten Anti-Regierungs-Demonstrationen der zurückliegenden Jahre zu den führenden Aktivisten der Opposition. Als Redner auf einer Kundgebung mit Zehntausenden von Georgiern auf dem Freiheitsplatz in der Hauptstadt Tiflis forderte er den Rücktritt der Regierung von Premierminister Irakli Gharibaschwili.
Giga Bokeria ist der Sohn der Schachgroßmeisterin Nana Alexandria. Er ist verheiratet mit Tamar Tschergoleischwili, Chefredakteurin des Monatsmagazins "Tabula" und hat mit ihr ein Kind.

## Schriften
- Georgian Media in the 90s: A step to liberty. Caucasian Institute for Peace, Democracy and Development, Tbilisi 1997 (mit Giwi Targamadse, Lewan Ramischwili)